# Ситников, Алексей Михайлович
Алексе́й Миха́йлович Си́тников (20 ноября 1925, Сунгурово, Уральская область — 13 октября 2005, Омск) — участник Великой Отечественной войны, Герой Советского Союза, гвардии майор, доктор сельскохозяйственных наук, профессор.

## Биография
Алексей Михайлович Ситников родился родился 20 ноября 1925 года в большой крестьянской семье в селе Сунгурово (по другим данным в деревне Кокорина) Сунгуровского сельсовета Мокроусовского района Курганского округа Уральской области. Решением Курганского облисполкома № 205 от 30 марта 1976 года деревня Кокорина объединена с селом Сунгурово. Ныне село входит в Мокроусовский муниципальный округ Курганской области.
После окончания 6 классов работал в колхозе, был активным комсомольцем. В июле 1940 года был награждён Почётной грамотой райкома комсомола за смелость и находчивость при спасении утопающих.
В 1943 году Алексею Михайловичу не исполнилось и восемнадцати лет, когда он добровольцем ушёл на фронт. 13 февраля 1943 года призван в Рабоче-крестьянскую Красную Армию Мокроусовским РВК Курганской области и направлен в 24-й запасной стрелковый полк Уральского военного округа. Служил в стрелковых войсках наводчиком миномёта 429-го стрелкового полка (52-я стрелковая дивизия, 57-я армия, 3-й Украинский фронт), сержант. Участвовал в тяжёлых боях при взятии Буга, в освобождении Украины, Молдавии, Румынии, Болгарии, Чехословакии, Венгрии. Уже в первый год службы А. М. Ситников трижды получил медаль «За отвагу».
В ночь с 12 на 13 апреля 1944 года сержант Ситников, используя надувные лодки, под вражескими пулями сумел обеспечить переправу подразделений Красной армии через реку Днестр. За этот подвиг Алексей Михайлович 13 сентября 1944 года был удостоен звания Героя Советского Союза.
Позднее, в том же 1944 году, окончил фронтовые курсы младших лейтенантов, командовал стрелковым взводом в 73-й гвардейской стрелковой дивизии. В боях на территории Королевства Венгрии был ранен. В 1945 году окончил курсы усовершенствования офицерского состава. 6 мая 1947 года в звании лейтенанта был уволен в запас.
Возглавляя Мокроусовский районный комитет физкультуры, окончил 10 классов, а затем заочно окончил Макушинский зоотехникум, в котором проучился 3 года.
В 1951 году вступил в ВКП(б), в 1952 году партия переименована в КПСС.
В 1950 году поступил в Курганский сельскохозяйственный институт, на агрономический факультет.
После окончания института в 1955 году работал главным агрономом Шкодинской МТС Кетовского района Курганской области (ныне деревня Шкодинское входит в Кетовский муниципальный округ той же области) Был направлен председателем в отсталый колхоз имени Чапаева в Колташевском сельсовете Кетовского района (ныне село Колташево входит в тот же округ), который позднее под его руководством, стал передовым, проводил опытническую и испытательную работу по выведению и обновлению сортов пшеницы. Имея огромный практический опыт в агрономии, Алексей Михайлович поступил в аспирантуру при Сибирском научно-исследовательском институте сельского хозяйства (город Омск).
По окончании аспирантуры А. М. Ситников работал на Тарской сельскохозяйственной опытной станции.
В 1966 году стал кандидатом сельскохозяйственных наук (диссертация «Эффективность различных способов зяблевой обработки почвы под яровую пшеницу применительно к засушливым условиям Омской области»), заведующим лабораторией обработки почв ЗауралНИИСХоза, п. Московский, Тюменского района Тюменской области.
С 1968 года майор А. М. Ситников работал в Омском сельскохозяйственном институте имени С. М. Кирова доцентом, а затем профессором и заведующим кафедрой земледелия. В 1978 году А. М. Ситников защитил докторскую диссертацию «Обработка и плодородие чернозёмных и серых лесных почв Западной Сибири» и получил степень доктора сельскохозяйственных наук.
Алексей Михайлович Ситников — профессор, доктор сельскохозяйственных наук, заведующий кафедрой, создавший собственную научную школу. Из под его пера вышло более 120 научных публикаций. А. М. Ситников преподавал вплоть до 1999 года, подготовил 7 кандидатов наук, 5 докторов наук, многие известные специалисты были учениками Алексея Михайловича.
Участвовал в общественной деятельности и военно-патриотическом воспитании школьников.
Алексей Михайлович Ситников скончался 13 октября 2005 года. Похоронен на Старо-Северном кладбище Центрального административного округа города Омска.

## Научные труды
Автор более 120 научных публикаций.
- Ситников, А. М. Новое в обработке паров в Сибири. — Омск: ОмСХМ, 1978. — 20 с. — 500 экз.[11]
- Ситников, А. М. Обработка дерно-подзолистых и лесных почв Западной Сибири. — Омск: ОмСХМ, 1979. — 29 с. — 500 экз.[12]
- Ситников, А. М. Структура и плотность почвы и их роль в плодородии. — Омск: ОмСХМ, 1980. — 19 с. — 500 экз.[13]
- Ситников, А. М. Системы земледелия в Западной Сибири. — Омск: ОмСХМ, 1981. — 61 с. — 500 экз.[14]
- Ситников, А. М. Системы земледелия в Западной Сибири. — 2-е изд. доп. и перераб.. — Омск: ОмСХМ, 1988. — 50 с. — 500 экз.[15]
- Горбунов Ю. М., Ситников, А. М. Резервы повышения урожайности озимой ржи в Омской области. — Омск: Зап.-Сиб. кн. изд-во, Ом. отд-ние, 1975. — 16 с. — 1500 экз.[16]
- Ситников, А. М., Слесарь В. Н. Пары и технология их обработки в Западной Сибири. — Омск: ОмСХМ, 1985. — 46 с. — 1000 экз.[17]
- Ситников, А. М., Федоткин В. А. Системы земледелия в Западной Сибири. — Омск: ОмСХМ, 1993 (1994). — 54 с. — 1000 экз.[18]
- Агробиологические факторы повышения урожайности / Редкол. А. М. Ситников (отв. ред.) и др.. — Омск: ОмСХМ, 1983. — 84 с. — 500 экз.[19]
- Агротехнические основы повышения урожайности полевых культур в Западной Сибири / Редкол. А. М. Ситников (отв. ред.) и др.. — Омск: ОмСХМ, 1986. — 69 с. — 300 экз.[20]
- Агротехнические основы интенсивной технологии выращивания зерновых культур в Западной Сибири / Редкол. А. М. Ситников (отв. ред.) и др.. — Омск: ОмСХМ, 1987. — 73 с. — 300 экз.[21]
- Пути повышения урожайности зерновых культур в Западной Сибири / Редкол. А. М. Ситников (отв. ред.) и др.. — Омск: ОмСХМ, 1984. — 59 с. — 500 экз.[22]
- Совершенствование элементов систем земледелия в Западной Сибири / Редкол. А. М. Ситников (отв. ред.) и др.. — Омск: ОмГАУ, 1994 (1995). — 115 с. — 150 экз.[23]

## Награды и звания
- Герой Советского Союза, 13 сентября 1944 года[24][25]
  - Орден Ленина
  - Медаль «Золотая Звезда» № 3438
- Орден Отечественной войны I степени, 11 марта 1985[26]
- Медаль «За отвагу», трижды: 29 ноября 1943[27][28], 22 марта 1944[29], 31 марта 1944[30][31]
- В 1995 году отказался от получения Юбилейной медали «50 лет Победы в Великой Отечественной войне 1941—1945 гг.», считая, что «… принимать награду от имени власти, полностью ответственной за беды моего народа, для меня неприемлемо».
- Почётный гражданин города Омска, решение городского Совета от 7 июля 1999 № 178.
- Почётный гражданин Первомайского района города Омска.
- Почётная грамотой райкома комсомола за смелость и находчивость при спасении утопающих, июль 1940 года
- другие награды.

## Память
- Имя А. М. Ситникова носит улица в Омске.
- На родине именем Героя названы школы селах Мокроусово и Сунгурово.
- Мемориальная доска на доме где жил. Омск, Центральный административный округ, ул. Красный Путь, 81 (установлена 20 ноября 2007 года) — 54°59′58″ с. ш. 73°21′11″ в. д.HGЯO

## Семья
Жена З. И. Ситникова.